# Bylany (Malé Březno)
Bylany (německy Püllna) jsou zaniklá obec v okrese Most v Ústeckém kraji, která se nacházela zhruba pět kilometrů jihozápadně od centra dnešního města Mostu v nadmořské výšce 231 metrů nedaleko cesty z Mostu do Žatce. Její katastrální výměra činila 1035 hektarů. Vesnice byla zbořena v roce 1978 kvůli výstavbě objektů státního podniku Pozemní stavby. Dnes její katastrální území patří k obci Malé Březno.

## Historie
První písemné zprávy o Bylanech pocházejí z let 1203, 1207 a 1209. Jedná se sice o listinná falza, ovšem věrohodná po obsahové stránce. Ves je zde zmiňována jako majetek cisterciáckého kláštera v Oseku. Klášter je jako majitel obce zmiňován i v roce 1311. Bylany se staly součástí klášterního statku Škrle. V roce 1620 koupil Bylany Bohuslav z Michalovic, ale tomu byl majetek za účast na stavovském povstání konfiskován. Bylany se staly opět majetkem oseckého kláštera a zůstaly jím až do roku 1848, kdy se staly samostatnou obcí v okrese Most.
Podle berní ruly žilo v Bylanech třináct sedláků a sedm chalupníků, kteří se zabývali především pěstováním pšenice a žita a chovem dobytka. U obce byly i menší výměry vinic, které v následujících letech vystřídaly chmelnice.
Bylany byly známé svými prameny hořké vody. V obci byla postavena laboratoř na výrobu hořké soli. V roce 1820 si prameny pronajal obchodník A. Ulbrich, který v obci vystavěl lázeňský dům a léčivou vodu začal stáčet do lahví. Püllnaer Bitterwasser (Bylanská hořká voda) se vyvážela do zahraničí až do začátku druhé světové války. Podnikatel Ulbrich se zasloužil o výstavbu školní budovy v roce 1856, zřízení hřbitova roku 1867 a renovaci kostela.
Hořká voda se v devatenáctém století používala také v malých lázních, které ve vesnici stály již roku 1826. V roce 1921 se k čerpání vody využívaly pouze dvě z původních sedmi studní a roku 1928 již jen jedna. Nová, tři metry hluboká, studna byla vyhloubena až v roce 1938. Láhve se v Bylanech plnily až do roku 1946 a lázně byly uzavřeny 24. listopadu 1960 s odůvodněním, že mají malou kapacitu. Zatímco v roce 1850 se plnilo 150 tisíc kameninových džbánů, roku 1945 to bylo jen pět set lahví s objemem 0,7 litru a o rok později jen 150 lahví.
V roce 1961 se k obci Bylany připojila osada Vršany. V roce 1968 bylo k Bylanům připojeno katastrální území zbořené obce Slatinice. Samotné Bylany byly zlikvidovány při výstavbě areálu Pozemních staveb v roce 1978. Přitom byla zničena i nedaleká přírodní rezervace Slanisko, která byla vyhlášena teprve v roce 1975.
Původní státní podnik Pozemní stavby po privatizaci nahradila společnost Domes Bylany, která vlastní většinu staveb na území původní obce z nichž je velká část dále pronajímána. Dále zde sídlí zámečnická a gumárenská výroba firmy VVV Most.

## Přírodní poměry
Bylanská minerální voda vzniká v kvartérních sedimentech a v miocenním souvrství hnědouhelných slojí oxidací pyritu na nepropustném podloží tvořeném jíly. Důležitou podmínkou je také malý objem srážek v oblasti. Podle rozboru z roku 1958 voda patřila ke slabě mineralizovaným, síranovým sodno-hořečnato-vápenatým vodám.

## Obyvatelstvo
Při sčítání lidu v roce 1921 ve vsi žilo 195 obyvatel (z toho 103 mužů), z nichž bylo 34 Čechoslováků a 161 Němců. Až na patnáct lidí bez vyznání byli římskými katolíky. Podle sčítání lidu z roku 1930 měla vesnice 209 obyvatel: tři Čechoslováky a 206 Němců. Většina se hlásila k římskokatolické církvi, ale devět lidí bylo evangelíky a dva bez vyznání.
|           | 1869 | 1880 | 1890 | 1900 | 1910 | 1921 | 1930 | 1950 | 1961 | 1970 |
| --------- | ---- | ---- | ---- | ---- | ---- | ---- | ---- | ---- | ---- | ---- |
| Obyvatelé | 178  | 234  | 217  | 182  | 200  | 195  | 209  | 86   | 97   | 68   |
| Domy      | 34   | 32   | 35   | 33   | 34   | 33   | 38   | 30   | 43   | 21   |

## Pamětihodnosti
- původně barokní kostel svatého Leopolda, po roce 1862 upraven v pseudorománském slohu
- barokní sousoší Panny Marie, svatého Floriána a svatého Jana Nepomuckého z roku 1770 u silnice do Vysokého Března